# Rufina
Pour les articles homonymes, voir Rufine.
Rufina est une commune italienne d'environ 7 500 habitants située dans la ville métropolitaine de Florence, en Toscane, dans l'Italie centrale.

## Géographie
Rufina est située dans le nord-est de la Toscane, dans le bassin inférieur du Valdisieve, sur la rive gauche de la rivière Sieve, l'un des principaux affluents de l'Arno, à proximité du confluent de celle-ci avec l'Arno.
Le territoire de la commune, qui s'étend sur environ 46 kilomètres carrés, occupe le long éperon montagneux de Pomino et jouxte, à l'est, le « nœud orographique » de la Consuma, point de jonction entre la dorsale apennine du Mont Falterona et celle, sous-apennine, du Pratomagno.

## Monuments
- Église Santa Maria a Falgano, dont la façade possède une seule porte d'entrée surmontée d'un petit œil-de-bœuf. L'aspect actuel est le résultat de nombreuses restaurations effectuées au fil des siècles.
- Église Santo Stefano a Castiglioni, à l'intérieur de laquelle est conservée une table, provenant de l'Oratoire de Santa Maria a Rugla, datée du début du XIVe siècle.
- Église Santa Maria del Carmine ai Fossi, d'origine médiévale, construite à proximité d'un couvent des frères franciscains, le long de l'antique sentier muletier qui reliait le Casentino au Valdisieve.
- Pieve di San Bartolomeo a Pomino, avec un texte en latin rappelant le partage de 1103 entre les paroisses du diocèse de Fiesole, qui, malgré quelques interventions au cours des trente dernières années du XXe siècle, permet de voir encore intacts les caractères romains.

## Administration
| Période                                  | Période   | Identité        | Étiquette                               | Qualité |
| ---------------------------------------- | --------- | --------------- | --------------------------------------- | ------- |
| juin 2004                                | juin 2009 | Stefano Gamberi |                                         |         |
| juin 2009                                | En cours  | Mauro Pinzani   | Lista civica - Democrazia e Solidarieta |         |
| Les données manquantes sont à compléter. |           |                 |                                         |         |

### Hameaux
Masseto, Selvapiana, Stentatoio, Pomino, Contea, Scopeti, Casini, Rimaggio, Castelnuovo, Cigliano, Agna, Falgano, Casi

### Communes limitrophes
Dicomano, Londa, Montemignaio, Pelago, Pontassieve, Pratovecchio